# Fjärdsgrund, Kristinestad
Fjärdsgrund är en halvö i Finland.   Den ligger i landskapet Österbotten, i den sydvästra delen av landet, 300 km nordväst om huvudstaden Helsingfors.